# Richmond Raceway
Der Richmond Raceway ist eine dreiviertel Meilen lange D-Ovalförmige Rennstrecke direkt außerhalb von Richmond in Henrico County im US-Bundesstaat Virginia. Er befindet sich auf dem Richmond Raceway Complex, einer 3,2 km² großen Multifunktionsanlage. Auf ihm werden Rennen des NASCAR Sprint Cups sowie der Nationwide Series ausgetragen. Zu den weiteren Veranstaltungen gehören Rennen der IndyCar Series und des United States Automobile Club mit der „Silver Crown“ und der „National Spring Car Series“.
Auf dem Komplex finden eine Reihe weiterer Veranstaltungen statt, darunter die Virginia Golf Show, Bassarama, die Richmond Heim und Garten-Schau und weitere. Ebenfalls werden Festivals veranstaltet, zum Beispiel die Virginia State Fair sowie eine Handvoll mehr.

## Geschichte

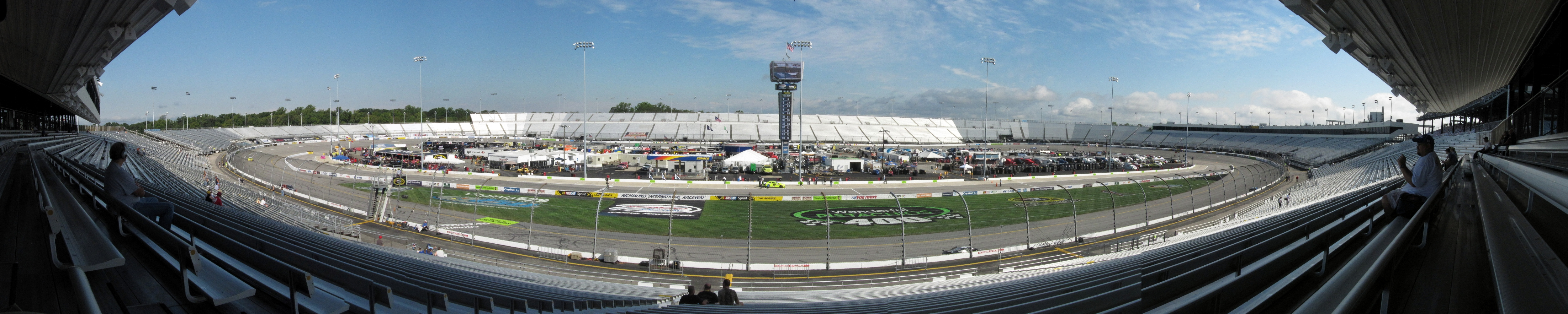
Panorama von der Haupttribüne.

Das erste NASCAR-Rennen auf dem Richmond Raceway fand am 19. April 1953 auf der ursprünglich unbefestigten Strecke statt. Das erste Rennen gewann Lee Petty. Am 10. März 1964 fand das erste Rennen unter temporärer Beleuchtung statt. Bis ins Jahr 1968 war die Strecke ein komplett unbefestigtes 0,5-Meilen-Oval, bevor sie zu einer asphaltierten Strecke umgebaut wurde. Der Umbau auf die aktuelle Länge von 0,75 Meilen langen erfolgte im Jahre 1988. Das erste Rennen unter diesen neuen Bedingungen fand im September 1988 statt. Eine stationäre Beleuchtung wurde für das Herbstrennen 1991 installiert. Im Jahre 2010 wurde ein LED-Videoturm aufgebaut, der eine höhere Auflösung als alle ähnlichen Großanzeigen, die bis zu diesem Zeitpunkt im Motorsport eingesetzt wurden, erzielen konnte. Genauer verfügt der Turm über vier LED-Bildschirme, 28 auf 24 Fuß messend, die während der Rennen die Fernsehbilder live übertragen und in der übrigen Zeit für andere Zwecke (wie Werbung oder Fahrervorstellungen) verwendet werden.

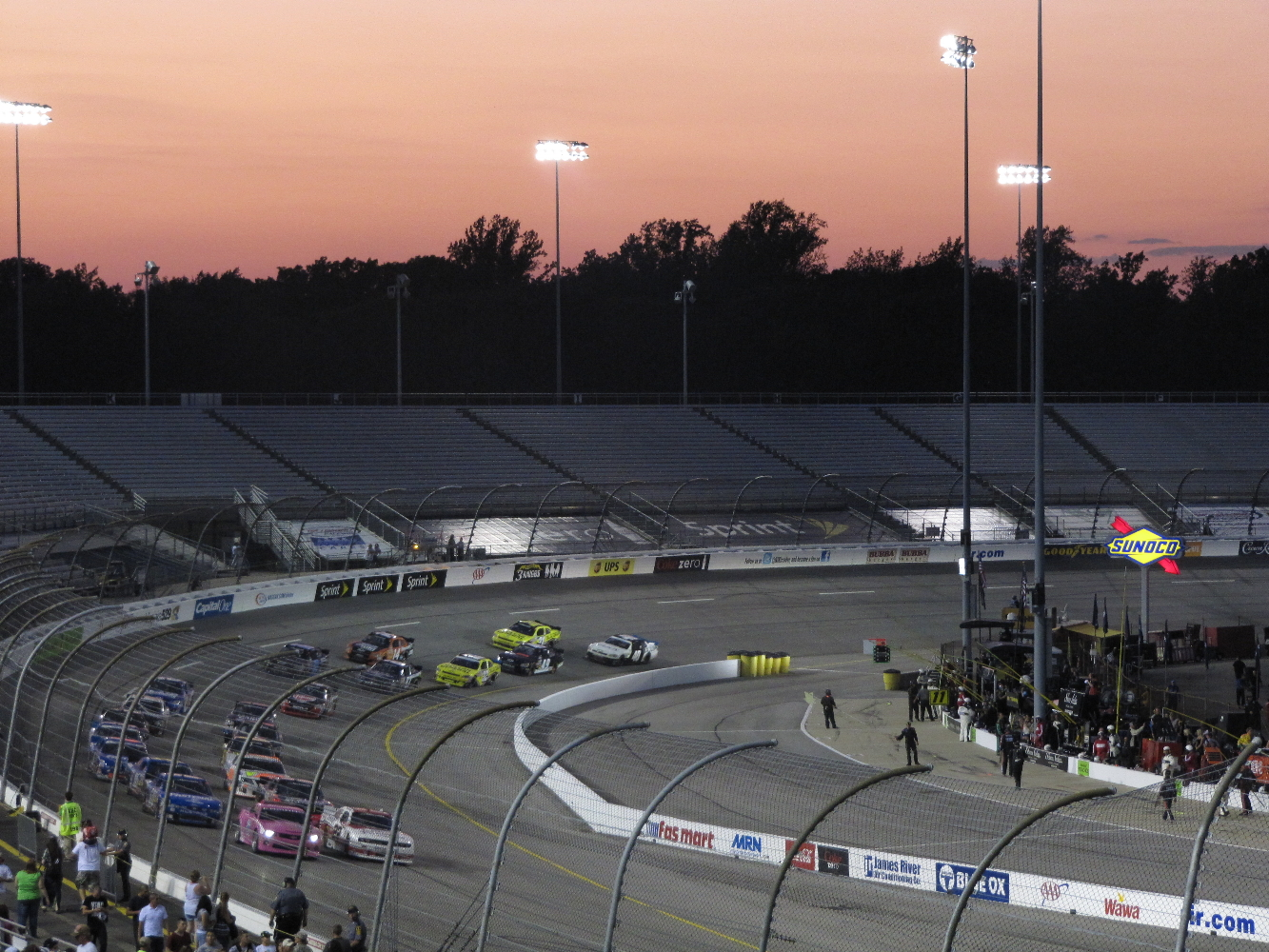
Die Kurve 4 während des Virginia 529 College Savings 250 2011.

Da in der sogenannten „modern era“ seit 1971 die Strecke jedes Jahr 2 Rennen der höchsten NASCAR-Klasse austragen konnte, gehört die Strecke im übertragenen Sinne zum Inventar der Serie. Bis 2005 wurde auch ein Rennen der Camping World Truck Series auf dem Komplex ausgetragen, doch dieses Rennen wurde ab 2006 auf den Talladega Superspeedway verlegt. Bis 2009 war der Richmond Raceway auch ein fester Bestandteil des Kalenders der IndyCar Series. Im Juli 2009 wurde seitens der Indy Racing League aber verlautet, dass ab 2010 kein Rennen mehr in Virginia ausgetragen werden sollte. Auch in den Folgejahren gab es keine IndyCar-Rennen auf diesem Oval. 2020 sollte die Rennstrecke in den Rennkalender zurückkehren. Wegen der COVID-19-Pandemie ist das aber erst für 2021 geplant.
Richmond war ab 2004 der Austragungsort des letzten regulären Saisonrennens des NASCAR Sprint Cups vor dem jährlichen Chase, dem Play-off-System der Serie. Somit wurde – bis zur Verlegung des Rennens in die Play-off-Phase selbst im Jahr 2018 – lange Zeit das 26. Rennen auf dieser Strecke mit dem Untertitel "One Last Race to Make The Chase" (ein letztes Rennen, um sich für den Chase zu qualifizieren) ausgetragen. Seit 2022 ist das sogenannte Federated Auto Parts 400 wieder Teil des regulären Saisonplans.
Mit insgesamt 13 Siegen auf dem Richmond Raceway hält Richard Petty den Rekord. Die beiden nächsten erfolgreichen Fahrer sind Darrell Waltrip und Rusty Wallace mit jeweils sechs Siegen.
2017 wurde der Name Richmond International Raceway auf den Namen Richmond Raceway gekürzt. Dabei wurden auch Umbaumaßnahmen für das Infield angekündigt.

## Rekorde
- NASCAR Sprint Cup Qualifying: Brian Vickers, 20,772 s (129,983 mph), 2004
- NASCAR Sprint Cup Rennen: Dale Jarrett, 2:45:04 h (109,047 mph), 1997
- NASCAR Nationwide Series Qualifying: Kyle Busch, 20,874 s (129,348 mph), 2004
- NASCAR Nationwide Series Rennen: Dale Jarrett, 1:47:13 h (104,928 mph), 1995